# アイザイア・トーマス
アイザイア・ロード・トーマス3世（Isiah Lord Thomas III, 1961年4月30日 - ）は、アメリカ合衆国イリノイ州シカゴ出身の元プロバスケットボール選手、指導者。選手時代の13シーズンをNBAのデトロイト・ピストンズで過ごした。1980年代から1990年代前半にかけてリーグを代表するポイントガードとして活躍し、引退後にはバスケットボール殿堂入りも果たした名選手だった。1990年のNBAファイナルMVP。新人の1982年から12年連続でNBAオールスターに選ばれた。
名前はIsiahと綴られているが、Isaiahと同じアイザイアと発音する。ニックネームは「Zeke（ジーク）」。

## 生い立ちと学生時代
9人兄弟の末っ子として生まれ、彼が3歳の時に父親が蒸発したため、少年時代には苦しい生活を余儀なくされた。トーマスが生まれ育ったシカゴの地区は治安が悪く、女手一つで子供たちを育て上げた母親はトーマスを非行から守るために手を尽くした。ある時不良少年らがトーマスを誘いに家にやって来ると、トーマスの母親はライフルで彼らを追い払った。
高校時代には州の優勝を争うチームに所属し、バスケットボールのアメリカ大陸大会にも代表として出場、そこで優勝を果たした。このような活躍が認められ、トーマスは1979年に名門インディアナ大学に入学。翌1980年にはモスクワオリンピックのアメリカ代表チームの一員に選ばれたが、西側諸国のボイコットにより、実際に代表として活躍することはなかった。
185センチと小柄ながら得点力があり、アシストの能力も高く、3ポイントシュートも入るので、トーマスは注目を集める選手だった。2年生時の1981年にはチームをNCAAの優勝へ導き、この年のトーナメントの最優秀選手に選ばれた。
大学で2年プレーした彼はNBAドラフトにアーリーエントリーを行い、1981年のNBAドラフトでデトロイト・ピストンズに入団した。6年後にインディアナ大学で犯罪法学の学士号を取得している。

## NBA選手としての経歴

### キャリア初期: 弱小の時代
トーマスは1981年のNBAドラフト全体2位でピストンズに指名された。この年の1位指名権を持っていたのはダラス・マーベリックスだったが、トーマスはマーベリックスを避けていた。ピストンズも21勝61敗と下から2番目の成績の弱小チームであった。彼はピストンズへの入団も希望しておらず、故郷のシカゴ・ブルズに関心を持っていたが、ピストンズ球団関係者の説得をかわしきれなかった。入団当初の会見で、トーマスはピストンズをボストン・セルティックスやロサンゼルス・レイカーズのような強豪にしたいと話したが、それを真に受ける者は少なかった。
1年目の1981-82シーズンには17得点、7.8アシストをあげ、オールルーキーファーストチームに選ばれた。2年目には22.9得点、7.8アシストでオールNBAセカンドチームに選出。オールスター戦にも新人のシーズンから出場し、トーマス個人の実力は評価されていた。しかしチームは1981-82シーズンには39勝43敗、翌年は37勝45敗と負け越しており、プレイオフ出場もままならない状態だった。
なお、トーマスが新人だったシーズンの途中でビル・レインビアがチームに加わり、3年目の1983-84シーズンからはチャック・デイリーヘッドコーチが就任している。
トーマスは勝利への欲求が強く、チームがあまりに勝てないため真剣に退団を考えたことがあったが、デイリーらの説得で思いとどまった。また1年目のシーズンからNBAファイナルに通い、勝利には何が必要なのかを学ぼうとした。バスケットボールばかりでなくアメリカンフットボールのスター選手にも会い、勝利の秘訣を知ろうとした。

### 「バッドボーイズ」
デイリーをヘッドコーチに迎え入れて以降、ピストンズは徐々に上向き始めた。1984年にチームは49勝33敗と勝ち越した。この年ピストンズは6年ぶりにプレイオフに進出するが、1回戦でニューヨーク・ニックスに敗れる。
1984-85シーズンにはNBA記録となる平均13.9アシストをあげた（この記録は1989-90シーズンにジョン・ストックトンが更新した）。
翌1985年のドラフトでピストンズはジョー・デュマースを指名、リック・マホーンをトレードで獲得。ビル・レインビアも徐々に成績を伸ばしてきており、1985-86シーズンにはリーグのリバウンド首位になった。さらに1986年にはジョン・サリーとデニス・ロッドマンがチームに加わり、「バッドボーイズ」と呼ばれるチームの中核メンバーが集まった。
「バッドボーイズ」は激しいディフェンスでリーグを席捲した。チームで唯一の紳士と言われたデュマースを除けば、彼らは必要以上に乱暴で卑怯なチームとしてリーグの大抵の選手に忌み嫌われた。バッドボーイズの主な数人だけで他の1チーム分の罰金をリーグに支払っていた。
小柄ながら強気なプレイを見せるトーマスは、得点やゲームメイクの面で、そして精神的な柱としてこのチームを束ねる役割を果たしていた。またドリブルの名手でもあり、スティールにも長けていた。トーマスは年齢よりもかなり若く見える顔立ちをしており、しばしば人好きのしそうな笑顔を見せたが、「バッドボーイズ」のリーダーというイメージとそのプレイスタイルから「微笑んで相手を倒す」と言われた。
トーマスは1984年から4年連続で20得点・10アシストを上回る成績をあげ、84年から3年連続でオールNBAファーストチームに選ばれた。また84年と86年のオールスター戦ではMVPに選ばれる活躍を見せた。1984-85シーズンには平均アシスト数13.9でリーグ首位となった。
1985年のNBAオールスターゲームでトーマスはルーキーだったマイケル・ジョーダンとチームメートになったが、何人かのベテラン選手とともにジョーダンが受けていた注目に反感を持って彼にパスを出さなかった(フリーズアウト)。引退後、トーマスは「そのことをよく子供に聞かれるんだけど、当時モーゼス・マローン、ラリー・バード、ジュリアス・アービングがチームにいる状況でジョーダンばかりにパスを回すことは出来なかった」と述べている。3人の選手は実績のある偉大な選手であり、ルーキーのジョーダンを特別扱いすることは難しかったかもしれない。

### 2連覇への道のり

#### 痛恨のパスミス
1987年、ピストンズはついに50勝の大台に乗り、52勝30敗でシーズンを終える。この頃のピストンズは若くハングリーなチームとして知られ、トーマスはその象徴のような選手だった。急激な成長の途上にあったピストンズは、1980年代のNBAで栄華を極めていたボストン・セルティックスに挑戦することになった。
プレイオフに入ったピストンズは好調で、7勝0敗でイースタン・カンファレンス・ファイナルに進出、セルティックスと対戦した。前シーズンに優勝していたセルティックスを相手に、ピストンズは2勝2敗で第5戦に臨んだ。試合終了5秒前、107対106でピストンズがリードしている場面で、ボールがコート外に出て、ピストンズボールとの判定がなされた。残り数秒の間ボールをキープすれば勝てるという展開で、トーマスがインバウンズパスを入れた。ところがパスコースを読んでいたラリー・バードがインターセプトしデニス・ジョンソンにアシスト、セルティックスは劇的な逆転勝利を収めた。
シリーズは結局7戦目までもつれ、最終的にはセルティックスが押し切り、NBAファイナルへ進出した。6戦目はピストンズのホーム戦だったため、5戦目の敗北はトーマスやピストンズにとって悔やみきれないものとなった。

#### ファイナル進出と怪我
この時代東地区の覇者だったボストン・セルティックスは、ピストンズにとって倒さなければならない壁のような存在だった。1987-88シーズン、ピストンズは54勝28敗で東地区ではセルティックスに次ぎ2位。プレイオフでは前年に続きカンファレンス・ファイナルでセルティックスと対戦した。このシーズンは4勝2敗でついにセルティックスを下し、王者を引きずり下ろす形となった。チームがNBAファイナルに進出したのは、1958年にフォートウェインからデトロイトにチームが移転後初のことであった。
NBAファイナルでは前シーズンの覇者ロサンゼルス・レイカーズとの対戦となり、トーマスにとっては友人であるマジック・ジョンソンとの対決でもあった。
このファイナルはトーマスにとって初めて優勝を狙うチャンスだったが、レイカーズを相手に3勝2敗と王手をかけた第6戦目で、トーマスが足首を強くひねるというアクシデントが起こった。トーマスは苦渋の表情を浮かべ足を引きずりながらプレイしたが、最終の第4クオーターだけで25得点、試合全体では46得点という活躍を見せた。一つのクオーターで25得点はNBAファイナル記録である。それでも優勝までわずかに1ゴール及ばず、ピストンズは102対103でレイカーズに敗れた。試合後の検査で、トーマスの足首は骨折していることが分かった。7戦目もレイカーズが競り勝ち、ピストンズの優勝はならなかった。

#### 優勝
前シーズンのNBAファイナルでは惜敗したものの、セルティックスを破りレイカーズをぎりぎりまで追い詰めたピストンズの成長は明らかだった。翌1988-89シーズン、ピストンズは63勝19敗とリーグ首位の成績で終えた。
プレイオフの1回戦では、怪我でラリー・バードを欠いたセルティックスを3勝0敗でスイープ、カンファレンス・セミファイナルでもミルウォーキー・バックスを4勝0敗とスイープし、続くカンファレンス・ファイナルでは成長の途上にあったシカゴ・ブルズを4勝2敗で退けた。ピストンズはここまで11勝2敗という強さでNBAファイナルに進んだ。
ファイナルでは2年連続でロサンゼルス・レイカーズと対戦。このシリーズ、レイカーズはマジック・ジョンソン、バイロン・スコットら主要メンバーを怪我で失い、42歳のカリーム・アブドゥル＝ジャバーはこのシーズンで引退するほど衰えており、ピストンズは4勝0敗で優勝を決めた。トーマスにとっては9年越しの悲願達成だった。
翌1989-90シーズン、ピストンズは59勝23敗と、レイカーズに次いでリーグ2位の成績だった。チームはシーズン中盤には25勝1敗の成績をあげた。プレイオフではインディアナ・ペイサーズとニューヨーク・ニックスを破り、カンファレンス・ファイナルではシカゴ・ブルズと対戦。徐々に実力をつけてきたブルズは奮闘し7戦目まで持ち込んだが、この試合にピストンズは圧勝。再びNBAファイナルに駒を進めた。
このシーズンウェスタン・カンファレンスを勝ち抜いたのはポートランド・トレイルブレイザーズだった。ピストンズは4勝1敗で2年連続の優勝を決め、シリーズ平均27.6得点、7アシストを記録したトーマスはファイナルMVPに選ばれた。

### 連覇から引退へ

#### 退場事件
NBAで2連覇したチームは、1987年、1988年のロサンゼルス・レイカーズに続いて1960年代以降で2チームめだった。ピストンズは歴史に残る快挙を成し遂げたが、同じ地区のライバルシカゴ・ブルズの実力はピストンズに迫り、追い越しつつあった。
「バッドボーイズ」と呼ばれたピストンズは、ブルズのエースマイケル・ジョーダンをジョーダン・ルールという手法で封じ込めていた。これはゴール下に切り込んだジョーダンをピストンズが数人がかりで強引に抑え込むというものだった。過去3年にわたってプレイオフでピストンズに敗退していたブルズにとって、ピストンズは倒すべき宿敵だった。
1990-91シーズン、ピストンズは勝ち星を減らし50勝32敗、一方のブルズはリーグ首位の61勝21敗を記録していた。プレイオフで、ピストンズは1回戦、カンファレンス・セミファイナルと勝ち抜き、カンファレンス・ファイナルでブルズと対戦した。前シーズンは最終の第7戦まで争ったが、このシーズンのブルズは成長が著しく、0勝4敗でピストンズは敗退した。
115対94でブルズの圧勝となったシリーズ最後の4試合目に、トーマスはのちに物議を醸す事件を起こした。ピストンズの敗戦が明らかになった試合終了間際、ベンチに下げられていたピストンズの主力メンバーは、試合が終わる前にトーマスに率いられてコートから退場した。相手選手と挨拶を交わすことなくブルズベンチの前を通りすぎる様を、多くのファンはいかにも「バッドボーイズ」の終焉らしい幕切れと考え、同様に多数の人々はスポーツマンシップに欠けた非礼な行為という印象を持った。この事件でトーマスは大きな批判を受けることになった。1992年に、トーマスがドリームチームのメンバーに選ばれなかったのはこの件が大きな要因になったとされる。

#### チームの退潮と引退
1991年にシカゴ・ブルズに敗れて以降、トーマスは怪我がちになり、ピストンズも選手の年齢が上がり始め、次第に負けが混むようになっていった。1992年には48勝、1993年には40勝まで勝ち星が減っていた。1993-94シーズンの途中にはビル・レインビアが引退。このシーズン、トーマスは膝や肋骨など数ヶ所の怪我により出場した試合数は58にとどまった。ピストンズは20勝62敗という結果に終わり、シーズン終了後トーマスは引退を表明した。
引退時点での生涯通算得点は18,822点、通算アシスト数は9,061、通算スティール数は1,861本で、いずれもピストンズ歴代選手中で最高の記録である。また通算アシスト数はジョン・ストックトン、マーク・ジャクソン、マジック・ジョンソン、オスカー・ロバートソンに次いでNBA歴代5位であり、スティール数は同じく歴代9位である。

## 引退後
2代目ドリームチームに選出
トーマスは、1994年に行われたFIBA主催のバスケットボール世界選手権男子米国代表に選出された。この選抜は1992年に初代ドリームチームに選ばれなかったことへの埋め合わせの意味もあると言われたが、トーマスは怪我をしていたため結局プレイできなかった。
トロント・ラプターズのフロント職
引退直後の1994年から1998年にかけて、トーマスは拡張チームのトロント・ラプターズで共同オーナーと副社長の役職に就いた。
トーマスが就任してすぐドラフトが行われ、ラプターズは1順目（全体7位）でデイモン・スタウダマイアーを指名した。スタウダマイアーはトーマスに似たタイプのポイントガードで、俊敏で得点能力の高い選手だった。身長が178センチと非常に小柄だったため、スタッダマイアーを選んだことでトーマスを批判する者もいたが、このシーズンスタウダマイアーは新人王に選ばれた。
1996年には運動能力の高いセンターマーカス・キャンビー、1997年にはのちのオールスター選手トレイシー・マグレディを指名するなど少しずつチーム作りを進めていたが、新しい経営陣と対立し1997年秋に運営から離れた。
CBA
ラプターズを離れて以後トーマスはNBC局でNBAの試合の解説の仕事を持っていたが、1998年にコンチネンタル・バスケットボール・アソシエーション (CBA) のオーナーに就任した。以降2000年までこの役職に就いていたが、CBAは2001年に経営問題から一時解散している。
インディアナ・ペイサーズヘッドコーチ
2000年から2003年にかけ、インディアナ・ペイサーズのヘッドコーチを務めた。前任のラリー・バードヘッドコーチによりNBAファイナルに出場した翌シーズンにトーマスは同チームヘッドコーチに就任したが、リック・スミッツは引退、マーク・ジャクソンなど前シーズンまでの中心選手が数名チームを去っていたため、トーマスは困難な舵取りを要求されていた。最初の2000-01シーズンは41勝41敗と勝率5割、翌2001-02シーズンは42勝、2002-03シーズンは48勝まで勝ち数を伸ばしたが、プレイオフでは3年連続1回戦で敗退していた。トーマスは3年目のシーズンが終わり、かつての天敵ラリー・バードが球団社長としてペイサーズに復帰して、しばらくしてから解任された。
ニューヨーク・ニックスのフロント職
2004年にニューヨーク・ニックスのバスケットボール部門の社長になり、チームの大規模な再編成に取りかかった。ステフォン・マーブリーやアンファニー・ハーダウェイ、ティム・トーマス、クエンティン・リチャードソン、ジャマール・クロフォード、ジェイレン・ローズ、エディ・カリー、スティーブ・フランシス、ザック・ランドルフらをトレードやFAを通じて獲得し、チームの若返りに着手した。一方で無計画な補強策は、慢性的なサラリーキャップ超過と貴重なドラフトピックを失う結果となった。
ニューヨーク・ニックスのヘッドコーチ
3年ぶりにNBAのヘッドコーチに就任。フロント職との兼任である。ニックスは再編期であると同時に長らく低迷しており、その手腕に期待が掛かった。
しかし、2007-08シーズンにはマーブリーの無断離脱に対して明確な処罰を与えないなど、チームを統率できずにケミストリーが崩壊。成績とサラリー総額が反比例する結果に終わった。
2008年シーズン終了直前に就任した前インディアナ・ペイサーズCEOのドニー・ウォルシュにチームプレジデントの座を奪われ、17日後にはヘッドコーチの地位も取り上げられた。その後、コンサルタントとしてニックスに残留も、選手たちとの接触を一切禁じられた。
フロリダ国際大学（FIU）のヘッドコーチ
2009年4月にフロリダ国際大学のヘッドコーチに就任する。最初の一年の給料を学校に返還して、「私はお金の為にここに来たのではない」と宣言した。（大学のコーチ就任中ニックスがトーマスを新人発掘コンサルタントとして採用することを発表したが、その後ニックスと合意に達したばかりのコンサルタント契約を解消した。NBA関係者がドラフトにエントリーする前の選手たちとの接触を禁止しており、トーマスの立場はNBAから規則違反だと判断されていた）。3年のコーチ期間中の成績は不振で解任。
解説者
2012年12月、NBA.TVのスタジオ解説者に就任。また同時にNBA.COMのレギュラー寄稿家にも就任した。
WNBAに進出
2015年4月、WNBAのニューヨーク・リバティの球団社長に就任した。なお、リバティのヘッドコーチは、かつてのチームメイトで悪友でもあるビル・レインビアである。

## NBA個人成績

### レギュラーシーズン
| シーズン     | チーム       | GP  | GS  | MPG  | FG%  | 3P%  | FT%  | RPG | APG  | SPG | BPG | PPG  |
| ------------ | ------------ | --- | --- | ---- | ---- | ---- | ---- | --- | ---- | --- | --- | ---- |
| 1981–82      | DET          | 72  | 72  | 33.8 | .424 | .288 | .704 | 2.9 | 7.8  | 2.1 | .2  | 17.0 |
| 1982–83      | DET          | 81  | 81  | 38.2 | .472 | .288 | .710 | 4.0 | 7.8  | 2.5 | .4  | 22.9 |
| 1983–84      | DET          | 82  | 82  | 36.7 | .462 | .338 | .733 | 4.0 | 11.1 | 2.5 | .4  | 21.3 |
| 1984–85      | DET          | 81  | 81  | 38.1 | .458 | .257 | .809 | 4.5 | 13.9 | 2.3 | .3  | 21.2 |
| 1985–86      | DET          | 77  | 77  | 36.2 | .488 | .310 | .790 | 3.6 | 10.8 | 2.2 | .3  | 20.9 |
| 1986–87      | DET          | 81  | 81  | 37.2 | .463 | .194 | .768 | 3.9 | 10.0 | 1.9 | .2  | 20.6 |
| 1987–88      | DET          | 81  | 81  | 36.1 | .463 | .309 | .774 | 3.4 | 8.4  | 1.7 | .2  | 19.5 |
| 1988–89      | DET          | 80  | 76  | 36.6 | .464 | .273 | .818 | 3.4 | 8.3  | 1.7 | .3  | 18.2 |
| 1989–90      | DET          | 81  | 81  | 37.0 | .438 | .309 | .775 | 3.8 | 9.4  | 1.7 | .2  | 18.4 |
| 1990–91      | DET          | 48  | 46  | 34.5 | .435 | .292 | .782 | 3.3 | 9.3  | 1.6 | .2  | 16.2 |
| 1991–92      | DET          | 78  | 78  | 37.4 | .446 | .291 | .772 | 3.2 | 7.2  | 1.5 | .2  | 18.5 |
| 1992–93      | DET          | 79  | 79  | 37.0 | .418 | .308 | .737 | 2.9 | 8.5  | 1.6 | .2  | 17.6 |
| 1993–94      | DET          | 58  | 56  | 30.2 | .417 | .310 | .702 | 2.7 | 6.9  | 1.2 | .1  | 14.8 |
| 通算 : 13年  | 通算 : 13年  | 979 | 971 | 36.3 | .452 | .290 | .759 | 3.6 | 9.3  | 1.9 | .3  | 19.2 |
| オールスター | オールスター | 12  | 10  | 28.9 | .571 | .400 | .771 | 2.5 | 8.8  | 2.8 | .0  | 16.8 |

### プレーオフ
| シーズン   | チーム     | GP  | GS  | MPG  | FG%  | 3P%  | FT%  | RPG | APG  | SPG | BPG | PPG  |
| ---------- | ---------- | --- | --- | ---- | ---- | ---- | ---- | --- | ---- | --- | --- | ---- |
| 1984       | DET        | 5   | 5   | 39.6 | .470 | .333 | .771 | 3.8 | 11.0 | 2.6 | 1.2 | 21.4 |
| 1985       | DET        | 9   | 9   | 39.4 | .500 | .400 | .758 | 5.2 | 11.2 | 2.1 | .4  | 24.3 |
| 1986       | DET        | 4   | 4   | 40.8 | .451 | .000 | .667 | 5.5 | 12.0 | 2.3 | .8  | 26.5 |
| 1987       | DET        | 15  | 15  | 37.5 | .451 | .303 | .755 | 4.5 | 8.7  | 2.6 | .3  | 24.1 |
| 1988       | DET        | 23  | 23  | 39.6 | .437 | .295 | .828 | 4.7 | 8.7  | 2.9 | .3  | 21.9 |
| 1989       | DET        | 17  | 17  | 37.2 | .412 | .267 | .740 | 4.3 | 8.3  | 1.6 | .2  | 18.2 |
| 1990       | DET        | 20  | 20  | 37.9 | .463 | .471 | .794 | 5.5 | 8.2  | 2.2 | .4  | 20.5 |
| 1991       | DET        | 13  | 11  | 33.5 | .403 | .273 | .725 | 4.2 | 8.5  | 1.0 | .2  | 13.5 |
| 1992       | DET        | 5   | 5   | 40.0 | .338 | .364 | .786 | 5.2 | 7.4  | 1.0 | .0  | 14.0 |
| 出場 : 9回 | 出場 : 9回 | 111 | 109 | 38.0 | .441 | .346 | .769 | 4.7 | 8.9  | 2.1 | .3  | 20.4 |

## その他
2003年、マイケル・ジョーダン最後のオールスターでは東軍のヘッドコーチを務めた。その際ファン選出のヴィンス・カーターを説得し、ファン選出に漏れ当初リザーブだったジョーダンがスタメン出場できるよう取り計らった（この年のカーターは欠場が多かった）。
短期間ではあるがアシックスのバッシュを着用していた時期がある。
名前の似たNBA選手に1989年生まれのアイザイア・トーマス(Isaiah)が存在するが、この名前は彼にちなんで名付けられたものである。